# Jerzy Ochmański (prawnik)
Jerzy Witold Ochmański (ur. 1965) – polski prawnik, doktor habilitowany nauk prawnych, specjalista w zakresie historii doktryn politycznych i prawnych, profesor nadzwyczajny Uniwersytetu im. Adama Mickiewicza w Poznaniu.

## Życiorys
Jest synem Jerzego Ochmańskiego (1933–1996), historyka (także związanego z UAM) oraz Aleksandry Jankowiak. Studia prawnicze ukończył na Wydziale Prawa i Administracji UAM. W 1997 otrzymał stopień doktorski na podstawie pracy pt. Ewolucja koncepcji państwa w naukach prawnych w Niemczech w latach 1871–1936 (promotorem był Henryk Olszewski). Habilitował się w 2008 na podstawie oceny dorobku naukowego i rozprawy pt. Administracja świadcząca. Kształtowanie się idei organizatorskiej funkcji państwa w Polsce Ludowej (1944–1989). Pracuje jako profesor uczelni w Zakładzie Badań nad Ustrojem Państwa i Myślą Polityczno-Prawną na Wydziale Prawa i Administracji UAM.

## Wybrane publikacje
- Teoria organiczna a pozytywizm prawniczy. Ewolucja koncepcji państwa w naukach prawnych w Niemczech w latach 1871–1936, wyd. 2006, ISBN 978-83-87148-68-3
- Administracja świadcząca. Kształtowanie się idei organizatorskiej funkcji państwa w Polsce Ludowej (1944–1989), wyd. 2006, ISBN 83-232-1675-4
- ponadto artykuły publikowane w czasopismach prawniczych, m.in. w „Czasopiśmie Prawno-Historycznym”[1]